# Misa Matsushima
Misa Matsushima (jap. 松島美紗 Matsushima Misa) – japońska pilot lotnictwa wojskowego, absolwentka Akademii Obrony Narodowej Japonii (2014 r.) pierwsza kobieta w Japońskich Powietrznych Siłach Samoobrony służąca jako pilot myśliwca odrzutowego.